# 76. Internationale Sechstagefahrt

Brive-la-Gaillarde, Start- und Zielort der einzelnen Etappen

Die 76. Internationale Sechstagefahrt war die Mannschaftsweltmeisterschaft im Endurosport und fand vom 27. August bis 1. September 2001 im französischen Brive-la-Gaillarde sowie der näheren Umgebung statt. Die Nationalmannschaft des Gastgebers Frankreich konnte zum zweiten Mal die World Trophy gewinnen. Die Junior World Trophy ging zum vierten Mal an Italien.

## Wettkampf

### Organisation
Die Veranstaltung fand zum dritten Mal in Frankreich statt, nachdem bereits die 55. (1980) und 63. Internationale Sechstagefahrt (1988) an das Land vergeben wurden.
An Mannschaften nahmen 18 Teams für die World Trophy, 12 für die Junior Trophy und 104 für den Club Team Award aus insgesamt 24 Nationen teil.
Deutschland nahm an der World und Junior World Trophy sowie mit vier Clubmannschaften teil. Die Schweiz nahm an der World Trophy sowie mit drei Clubmannschaften teil. Für Österreich war eine Clubmannschaft am Start.

### 1. Tag
Die erste Tagesetappe führte zuerst in Richtung Osten nach Argentat. Von dort waren zwei identische Runden zu absolvieren, ehe es auf gleicher Strecke wieder zum Ausgangspunkt zurückging. Insgesamt waren 310 Kilometer sowie vier Motocross- und zwei Endurotests zu absolvieren.
Nach dem ersten Fahrtag führte in der World Trophy das Team aus Frankreich vor Australien und Schweden. Das deutsche Team lag auf dem 8., das Schweizer Team auf dem 14. Platz. Mit Markus Hediger hatte das Schweizer Team bereits einen Fahrerausfall.
In der Junior World Trophy führte das schwedische Team vor Italien und Frankreich. Das deutsche Team lag auf dem 7. Platz.
In der Clubwertung führte der britische RAMSEY MCC vor dem finnischen KANGASALAN MOOTORIKERHO und CLUB FRANCE 1. Beste deutsche Clubmannschaft war DMSB 1 auf dem 8. Platz, das österreichische Team ÖAMTC belegte den 13. Platz. Beste Schweizer Mannschaft war VIGNOBLE VAUDOIS auf dem 75. Platz.

### 2. Tag
Am zweiten Tag wurde die gleiche Etappe wie am Vortag (inklusive Sonderprüfungen) gefahren.
Die World Trophy führte das Team aus Schweden vor Frankreich und Australien an. Das deutsche Team rutschte nach dem Ausfall von Arne Domeyer auf den 10. Platz ab. Das Schweizer Team rutschte auf den 15. Platz ab.
In der Junior World Trophy führte weiter das schwedische Team vor Italien und Frankreich. Das deutsche Team lag weiter auf dem 7. Platz.
Bei den Clubmannschaften führte CLUB FRANCE 1 vor KANGASALAN MOOTORIKERHO und CLUB FRANCE 2. Die deutsche Clubmannschaft DMSB 1 lag unverändert auf dem 8. Platz, das österreichische Team ÖAMTC auf dem 13. Platz. Beste Schweizer Mannschaft war ENGELI HUSQUARNA auf dem 63. Platz.

### 3. Tag
Die Strecke des dritten Tages führte wieder zuerst in östliche Richtung bis Aubazines. Von dort waren zwei identische Runden mit zwei Motocross und einem Endurotest je Runde zu absolvieren, schlussendlich ging es auf gleicher Strecke von Aubazines zurück zum Ausgangspunkt. Streckenlänge: 292 Kilometer.
In der World Trophy führte das Team aus Frankreich vor Schweden und Australien. Das deutsche Team lag weiter auf dem 10., das Schweizer Team auf dem 15. Platz.
Die Junior World Trophy führte Italien vor Schweden und Spanien an. Das deutsche Team lag unverändert auf dem 7. Platz.
In der Clubwertung führte wie am Vortag CLUB FRANCE 1 vor KANGASALAN MOOTORIKERHO und CLUB FRANCE 2. Das österreichische Team ÖAMTC verbesserte sich auf den 12. Platz. Beste deutsche Clubmannschaft war DMSB 3 auf dem 22. Platz. Die Schweizer Mannschaft ENGELI HUSQUARNA verbesserte sich auf den 52. Platz.

### 4. Tag
Am vierten Tag war die Strecke vom Vortag in entgegengesetzter Richtung zu fahren.
Am Ende des vierten Fahrtags führte in der World Trophy unverändert das Team aus Frankreich vor Schweden und Australien. Das deutsche Team verbesserte sich auf den 7., das Schweizer Team auf den 13. Platz.
In der Junior World Trophy führte wie am Vortag das italienische Team vor Schweden und Spanien. Das deutsche Team lag nach wie vor auf dem 7. Platz.
Bei den Clubmannschaften führte CLUB FRANCE 1 vor KANGASALAN MOOTORIKERHO und dem RAVEN SLOVAKIA TEAM. Das österreichische Team ÖAMTC auf dem 13. Platz. Beste deutsche Clubmannschaft war DMSB 3 auf dem 22. Platz. Das Schweizer Team ENGELI HUSQUARNA verbesserte sich weiter auf den 47. Platz.

### 5. Tag
Die Strecke führte nordwärts bis Travassac, von wo aus zwei Runden identische Runden zu fahren waren. Die Streckenlänge der Tagesetappe betrug 283 Kilometer und es waren vier Motocross- und zwei Endurotests zu absolvieren.
Die Zwischenstände nach dem fünften Fahrtag: In der World Trophy führte das Team aus Frankreich vor Italien und Spanien. Das deutsche Team verbesserte sich auf den 6., das Schweizer Team auf den 11. Platz.
In der Junior World Trophy führte weiter das italienische Team vor Schweden und Spanien. Das deutsche Team verbesserte sich auf den 6. Platz.
Die Clubwertung führte CLUB FRANCE 1 vor KANGASALAN MOOTORIKERHO und CLUB FRANCE 2 an. Die deutsche Clubmannschaft DMSB 3 verbesserte sich auf den 19. Platz. das österreichische Team ÖAMTC rutschte auf den 28. Platz ab. Das Schweizer Team ENGELI HUSQUARNA verbesserte sich nochmals auf den 45. Platz.

### 6. Tag
Am letzten Tag wurde eine kurze Überführungsetappe über 67 Kilometer mit Ziel Uzerche gefahren, wo das Abschlussmotocross als letzte Sonderprüfung des Wettbewerbs abgehalten wurde.

## Endergebnisse

### World Trophy
| Platz | Team                   | Zeit        |
| ----- | ---------------------- | ----------- |
| 1.    | Frankreich             | 11:16,14    |
| 2.    | Italien                | 19:32,50    |
| 3.    | Spanien                | 22:44,01    |
| 4.    | Australien             | 27:25,90    |
| 5.    | Tschechien             | 28:57,42    |
| 6.    | Vereinigte Staaten     | 45:55,45    |
| 7.    | Deutschland            | 48:00,49    |
| 8.    | Schweden               | 1:00:56,54  |
| 9.    | Niederlande            | 1:03:46,48  |
| 10.   | Polen                  | 1:15:23,71  |
| 11.   | Schweiz                | 1:36:31,48  |
| 12.   | Brasilien              | 1:46:44,06  |
| 13.   | Chile                  | 2:00:26,03  |
| 14.   | Mexiko                 | 5:00:42,54  |
| 15.   | Belgien                | 6:41:06,64  |
| 16.   | Finnland               | 10:10:16,20 |
| 17.   | Vereinigtes Königreich | 10:47:16,18 |
| 18.   | Kanada                 | 10:56:15,42 |

### Junior World Trophy
| Platz | Team                   | Zeit       |
| ----- | ---------------------- | ---------- |
| 1.    | Italien                | 12:04,97   |
| 2.    | Schweden               | 15:23,08   |
| 3.    | Spanien                | 16:55,09   |
| 4.    | Frankreich             | 20:01,93   |
| 5.    | Vereinigtes Königreich | 23:07,33   |
| 6.    | Deutschland            | 30:00,11   |
| 7.    | Finnland               | 30:23,40   |
| 8.    | Tschechien             | 33:37,44   |
| 9.    | Australien             | 41:44,01   |
| 10.   | Chile                  | 48:48,37   |
| 11.   | Vereinigte Staaten     | 56:33,97   |
| 12.   | Niederlande            | 1:10:28,41 |

### Club Team Award
| Platz                      | Team                       | Zeit        |
| -------------------------- | -------------------------- | ----------- |
| 1.                         | CLUB FRANCE 1              | 18:07,06    |
| 2.                         | KANGASALAN MOOTORIKERHO    | 19:52,22    |
| 3.                         | CLUB FRANCE 2              | 21:40,79    |
| 4.                         | RAVEN SLOVAKIA TEAM        | 21:45,14    |
| 5.                         | ARMEE DE TERRE             | 27:46,57    |
| 6.                         | KBS UAMK TEAM UNHOST       | 29:24,78    |
| 7.                         | HAMEENLINNAN MOOTTORIKERHO | 31:48,48    |
| 8.                         | BERGAMO TEAM CASAZZA       | 33:46,78    |
| 9.                         | SMI MK                     | 40:33,77    |
| 10.                        | LMR AUVERGNE 2             | 47:01,93    |
| 000{\displaystyle \vdots } |                            |             |
| 15.                        | ÖAMTC                      | 55:39,65    |
| 000{\displaystyle \vdots } |                            |             |
| 19.                        | DMSB 2                     | 1:00:57,99  |
| 000{\displaystyle \vdots } |                            |             |
| 21.                        | DMSB 3                     | 1:02:06,69  |
| 000{\displaystyle \vdots } |                            |             |
| 37.                        | DMSB 4                     | 1:34:53,61  |
| 000{\displaystyle \vdots } |                            |             |
| 45.                        | ENGELI HUSQUARNA           | 2:21:14;96  |
| 000{\displaystyle \vdots } |                            |             |
| 50.                        | DMSB 1                     | 2:42:07,71  |
| 51.                        | VIGNOBLE VAUDOIS           | 2:43:53;18  |
| 000{\displaystyle \vdots } |                            |             |
| 87.                        | CLUB FMS                   | 13:03:26,73 |

### Manufacturer’s Team Award
| Platz | Team                   | Zeit        |
| ----- | ---------------------- | ----------- |
| 1.    | KTM FACTORY 2          | 9:59,08     |
| 2.    | HUSABERG 1             | 17:14,75    |
| 3.    | KTM ESPANA 2           | 19:52,84    |
| 4.    | HONDA ITALIA           | 20:35,15    |
| 5.    | CAGIVA PRAHA           | 22:12,06    |
| 6.    | KTM ESPANA 1           | 25:27,48    |
| 7.    | KTM REPUBLIQUE TCHEQUE | 36:07,54    |
| 8.    | KTM HOLLAND II         | 41:34,95    |
| 9.    | KTM HOLLAND I          | 46:11,78    |
| 10.   | TEAM HVA CH-Racing A   | 1:02:33,87  |
| 11.   | HVA HOLLAND I          | 2:11:15,61  |
| 12.   | VOR                    | 4:12:07,06  |
| 13.   | TEAM HVA CH-Racing B   | 4:24:33,06  |
| 14.   | KTM FACTORY 1          | 6:08:35,38  |
| 15.   | TEAM TM                | 6:11:46,83  |
| 16.   | KTM                    | 10:06:04,74 |
| 17.   | UFO YAMAHA             | 10:49:28,68 |
| 18.   | HUSABERG 2             | 10:50:48,18 |
| 19.   | HVA HOLLAND II         | 11:17:00,36 |
| 20.   | TEAM KTM               | 14:25:31,86 |

### Einzelwertung
| Klasse                 | Klassensieger (Motorrad)   | Zeit       |
| ---------------------- | -------------------------- | ---------- |
| bis 125 cm³ (Zweitakt) | Marc Germain (KTM)         | 2:16:17,45 |
| bis 250 cm³ (Zweitakt) | David Frétigné (Yamaha)    | 2:13:42,64 |
| bis 250 cm³ (Viertakt) | Cyril Esquirol (Husqvarna) | 2:19:05,34 |
| bis 400 cm³ (Viertakt) | Mario Rinaldi (Yamaha)     | 2:16:46,43 |
| bis 500 cm³ (Viertakt) | Mika Ahola (VOR)           | 2:13:20,73 |

## Teilnehmer
| Staat                  | World Trophy Team | Junior World Trophy Team                                                                                | Club-Teams |
| ---------------------- | --- | --- | --- |
| Andorra                | | | F.M.A. |
| Australien             | Stefan Merriman (Husqvarna) Shane Watts (KTM) Brad Williscroft (KTM) Damien Grabham (Yamaha) Ben Grabham (Yamaha) Damien Smith (Husqvarna)        | Adam Lees (Husqvarna) Ian Price (KTM) Michael Oliver (KTM) Kerry Green (Yamaha)                         | M.A. CLUB TEAM 1 M.A. CLUB TEAM 2 |
| Belgien                | Bernard Magien (Yamaha) Raphael Leclerc (KTM) Serge de Gezelle (KTM) Eric Piraux (KTM) Pierre Saeys (Kawasaki) Jean-Francois Goblet (GasGas)      | | DINANT MOTO CLUB ENDURO BELGIUM TEAM MC PIERREUX II |
| Brasilien              | Andre Tofani (GasGas) Jean Azavedo (GasGas) Luis Felipe Braga (GasGas) Bernardo Magalhaes (KTM) Nielsen Bueno (KTM) Mario Nascimento (Husqvarna)  | | |
| Chile                  | Nicolás Urrutia (Yamaha) Vicente Bascunan (KTM) Francico Lopez (KTM) Cristobal Vidaurre (KTM) Jaime Armangolli (Yamaha) Francisco Ramdohr (KTM)   | Ricardo Leon (Honda) Jose Moreno (Yamaha) Alejandro Garcia Huidobro (KTM) Esteban Smith (KTM)           | |
| Dänemark               | | | DANSK ENDURO CLUB |
| Deutschland            | Mirko Knorr (Husqvarna) Nico Klaus (KTM) Arne Domeyer (KTM) Christoph Seifert (KTM) Sascha Eckert (KTM) Marko Barthel (KTM)                       | Stefan Geyer (Husqvarna) Swen Enderlein (KTM) Rüdiger Bachmann (Husqvarna) Ralf Scheidhauer (Husqvarna) | DMSB 1 DMSB 2 DMSB 3 DMSB 4 |
| Finnland               | Petteri Silvan (Husqvarna) Petri Pohjamo (GasGas) Samuli Aro (Husqvarna) Juha Salminen (KTM) Mika Ahola (VOR) Karl Tiainen (KTM)                  | Marco Koli (Kawasaki) Jari Mattila (GasGas) Riku Rilhelalnen (TM) Marco Tarkkala (Husaberg)             | HAMEENLINNAN MOOTTORIKERHO KANGASALAN MOOTORIKERHO KTM CROSS COUNTRY CLUB I KTM CROSS COUNTRY CLUB II |
| Frankreich             | Olivier Rebufier (KTM) Marc Germain (KTM) Eric Bernard (KTM) Sebastien Guillaume (Husqvarna) David Frétigné (Yamaha) Cyril Esquirol (Husqvarna)   | Emmanuel Albepart (GasGas) Jean Etienne Memmi (GasGas) Damien Miquel (Husqvarna) Raphaël Andre (GasGas) | ARMEE DE TERRE ATC ST-CHRISTOPHE CHABLIS MV 1 CHABLIS MV 2 CLUB FRANCE 1 CLUB FRANCE 2 ECURIE ORLEANS FLYING GHOSTS GARRIGUE ENDURO TEAM ISSOIRE MOTOS LMR AUVERGNE 1 LMR AUVERGNE 2 LMR AUVERGNE 3 LMR AQUITAINE LMR CHAMPAGNE-ARDENNE LMR DAUPHINE-SAVOIE MC DES PUYS LMR LANGUEDOC ROUSSILLON LMR LIMOUSIN LMR MIDI PYRENEES MC MAURIAC MC PEYRATOIS AXIS MC UZERCHOIS MTTA MC VERRIERES LE B. 1 MC VERRIERES LE B. 2 MC VERRIERES LE B. 3 MC VERRIERES LE B. 4 MOTO CRAMPONS OSTRA RTF 38 TEAM IGOL TEAM T.T. BEAUJOLAIS 2 US FONTENAY USC HOURTIN VIGNOBLE VAUDOIS YVELINES 78 - ASCAP |
| Irland                 | | | FASTLANE MCC 1 FASTLANE MCC 2 |
| Italien                | Fausto Scovolo (Yamaha) Jano Boarno (Honda) Matteo Rubin (KTM) Mario Rinaldi (Yamaha) Alessandro Botturi (KTM) Giovanni Sala (KTM)                | Simone Albergoni (KTM) Ivan Buano (Honda) Paolo Carrara (Yamaha) Giovanni Gritti (KTM)                  | BERGAMO TEAM CASAZZA BERGAMO TEAM OL SERE RACING DI MC INTIMIANO (NATALE NOSSDA) MC LA MARCA TREVIGIANA TEAM ITALIA UNDER 21 |
| Japan                  | | | ASIAN DREAMS ESCARGOT TEAM JAPAN A |
| Kanada                 | Todd Zilcosky (GasGas) Dan Watt (Husaberg) Nick Riewe (KTM) Michael McCormick (KTM) James Jervis (KTM) Scott Coulas (KTM)                         | | CROSS COUNTRY CANADA |
| Mexiko                 | Homero Diaz (Husqvarna) Sergio Diaz (Husqvarna) Gabriel Guardado (KTM) Guillermo Vargas (KTM) Juan Carlos Cardenas (KTM)                          | | |
| Niederlande            | Franck Isfordink (KTM) Patrick Isfordink (KTM) Frans Verhoeven (KTM) Tom Hemmelder (KTM) Dinand Tyhuis (TM) Stephan Braakhekke (Husqvarna)        | Chris Maafs (Husqvarna) Geert Snellenberg (KTM) Ralph Hubers (Yamaha) Bas van Hunnik (KTM)              | KNMV CLUB TEAM MC DE TOERENTELLER MC ENTER |
| Österreich             | | | ÖAMTC |
| Polen                  | Lukasz Kedzierski (KTM) Lukasz Korowski (KTM) Bartosz Oblucki (Husqvarna) Piotr Krasuski (KTM) Lukasz Bartosz (KTM) Marek Przybysz (KTM)          | | |
| Slowakei               | | | RAVEN SLOVAKIA TEAM |
| Spanien                | Isidre Esteve (KTM) Xacob Agra (KTM) Miki Arpa (VOR) Xavier Colomer (KTM) Juan Roma (Husaberg) Marc Coma (Husqvarna)                              | Xavier Pons (KTM) Jordi Viladoms (Yamaha) Gerard Farres (KTM) Jordi Duran (KTM)                         | CLUB MIRO ILLES BALEAR DON CAMILLO E. PEPPONE CERAMIC IGUALADA BALEARS MC IGUALADA SITGES MC SAN SEBASTIAN DE LOS REYES MC SEGRE RODI |
| Schweden               | Richard Larsson (TM) Peter Bergvall (Yamaha) Torbjorn Back (KTM) Martin Lind (Husaberg) Bjorna Carlsson (Husaberg) Anders Eriksson (Husqvarna)    | Fredrik Georgsson (KTM) Niklas Gustavsson (KTM) Daniel Johansson (GasGas) Andreas Toresson (Husaberg)   | AMF ARSUNDA SMI MK |
| Schweiz                | Markus Hediger (KTM) Daniel Schertenleib (KTM) Daniel Felder (Husqvarna) Jérôme Lechot (Husqvarna) Michel Joliat (Yamaha) Eric Rosselet (Monnier) | | Club FMS ENGELI HUSQVARNA VIGNOBLE VAUDOIS |
| Tschechien             | Zdenek Gottvald (Husqvarna) Martin Malat (Husqvarna) Roman Michalik (TM) Milan Baros (KTM) Martin Gottvald (KTM) Martin Macek (Yamaha)            | Vit Kuklik (KTM) Martin Stodulka (KTM) Martin Sasek (KTM) Michal Rudolf (KTM)                           | KBS UAMK TEAM UNHOST KBS UAMK TEAM UNHOST B |
| Vereinigtes Königreich | Andrew Edwards (KTM) Tim Lewis (TM) Richard Hay (Husqvarna) Wayne Braybrook (GasGas) Rob Wrayford (Kawasaki) Jason Fraser (Yamaha)                | Edward Jones (KTM) Stevie Roper (KTM) Evan McConnel (KTM) Roman Jones (Yamaha)                          | BRITISH ARMY MCA (A) BRITISH ARMY MCA (B) CSMA NORTH RIDING ENDURO RAMSEY MCC SCOTLAND SOUTHERN MCC TBM TEAM CORNWALL WALES A WALES B WEST OF ENGLAND WIRRAL OFF ROAD MC WITLEY WARRIORS "A" WITLEY WARRIORS 1 YEADON GUISELEY DMC |
| Vereinigte Staaten     | Brian Garrahan (KTM) Patrick Garrahan (KTM) David Pearsson (Yamaha) Nick Pearsson (Yamaha) Russ Pearsson (Yamaha) Fred Hoess (Husqvarna)          | John Beal (GasGas) Craig Wesner (Kawasaki) Ben Hale (Yamaha) Rob Zimmerman (Yamaha)                     | DAYTONA DIRT RIDERS DESERT MC JAFMAR RIDERS MERCED DIRT RDRS MISSOURI MUDDERS THREE RIVER COMP CLUB TIMEKEEPERSMC.COM TRAIL RIDERS OF HOUSTON TRAILS MAN MC |